# Spectrolebias semiocellatus
Spectrolebias semiocellatus és un peix d'aigua dolça anual de la família dels rivúlids i de l'ordre dels ciprinodontiformes. Va ser descrit per W. Costa i T. Nielsen el 1997.
Els adults poden assolir els 2,2 cm de longitud total. És un peix estacional, del qual els ous sobreviuen sota la fang en l'estació seca. Viuen en estanys temporaris poc pregons fins 80cm d'aigua dolça a les planes inundables del riu Formoso, a la conca de l'Araguaia al Brasil.